# Telemix

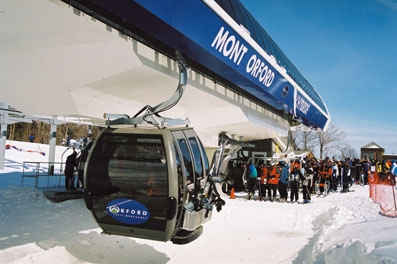
Telemix amb cadires de telecadira i cabines de telecabina.

Un telemix és un remuntador que transporta tant cadires de telecadira com cabines de telecabina.